# Domingos José Gonçalves de Magalhães
Domingos José Gonçalves de Magalhães, visconte di Araguaia (Rio de Janeiro, 13 gennaio 1811 – Roma, 10 luglio 1882), è stato un diplomatico, medico, poeta e drammaturgo brasiliano.

## Biografia
Figlio di Pedro Gonçalves de Magalhães Chaves, primo e unico barone e visconte dell'Araguaia, ha ricoperto incarichi diplomatici in Italia, Francia, Vaticano, Argentina, Uruguay e Paraguay, oltre a rappresentare la provincia del Rio Grande do Sul alla sesta Assemblea Generale brasiliana.
Nel 1832 si iscrive alla facoltà di Medicina, diplomandosi nel 1832. Nello stesso anno sono pubblicate le sue Poesias, in cui emersero ricordi arcadici. L'anno seguente partirà per l'Europa per specializzarsi come medico.
Nel 1836 fondò a Parigi, assieme ad altri scrittori brasiliani, la Niteroi-Revista Brasiliense, tramite la quale diffuse nel suo Paese la corrente romantica, ispirandosi al modello francese. Nello stesso anno pubblicò Suspiros poéticos e Saudades, di chiara impronta romantica, attraverso le quali espresse la saudade dell'esiliato.
I temi principali delle sue poesie sono la patria, la religione e la natura, e la spinta propulsiva dei suoi versi è il ruolo di vate del sentimento patrio rincorrente la libertà ed il progresso, e di guida verso Dio. Difatti per lui tutta la storia è manifestazione di Dio e della Provvidenza.
Nel 1838 viene nominato professore di Filosofia al Collegio Pedro II. Dal 1838 al 1841 è segretario alle Finanze del Maranhão e dal 1842 al 1846 nel Rio Grande do Sul. Nel 1847 entra nella carriera diplomatica, ricoprendo successivamente il posto di Incaricato d'affari nel Regno delle Due Sicilie, nel Regno di Sardegna, in Russia e in Spagna; poi ambasciatore residente in Austria, inviato negli Stati Uniti, in Argentina e presso la Santa Sede.
Muore a Roma, dove è diplomatico accreditato presso la Santa Sede, nell'anno 1882.

## Opere
- Discurso Sobre a História da Literatura do Brasil (1836)
- Suspiros Poéticos e Saudades (1836)
- António José, ou O Poeta e a Inquisição (1838)
- Olgiato (1839)
- A Confederação dos Tamoios (1856)
  - La confederazione dei Tamoi: poema epico, versione del conte Ermanno Stradelli,  Piacenza: V. Porta, 1885;
- Os Mistérios (1857)
- Os fatos do espírito humano, tratado filosófico (1858)
- Os indígenas do Brasil perante a História (1860)
- Urânia (1862)
- Cânticos Fúnebres (1864)
- Fatos do Espírito Humano (1865)
- A Alma e o Cérebro (1876)
- Comentários e Pensamentos (1880)